# 唐百合
唐百合（英语：Lily Tang Williams，或译为莉莉·唐·威廉姆斯；1963年7月30日—）是美国政治家、活动家和常年候選人，2015年至2016年曾担任科罗拉多自由党主席。她两次以共和党身份竞选新罕布什尔州第二国会选区的美国众议院议员，但在2022年共和党初选中失利；2024年虽赢得共和党初选，但在2024年大选中输给了民主党候选人玛吉·古德兰德。她还是2016年科罗拉多州美国参议院的自由党候选人，并于2014年以自由党身份竞选科罗拉多州众议院议员，未获成功。

## 早年生活
1964年7月30日，唐百合出生于中华人民共和国四川省成都市的一个工人家庭，童年时期正值文化大革命。她从小家境贫寒，但学习成绩优异，高中毕业时成绩全班第一，在中国的高考中也名列前茅。
唐百合在高考结束后被复旦大学录取，在该校学习法律。大学期间，她遇到了一名来自美国的交换生，后者向她展示了一本袖珍版的《美国宪法》和《美国独立宣言》，这激发了她移民美国的兴趣。她于1985年获得学士学位，随后加入复旦大学法学院任教，并在中国开始重建经济时从事公司法工作。1988年其前往美国，就读于德克萨斯大学奥斯汀分校，随后获得美国政府的政治庇护。1991年，她获得了德克萨斯大学奥斯汀分校的社会工作硕士学位。其于1994年加入美国国籍。

## 商业生涯
唐百合是其美国母校的研究助理，为了提高英语水平，她在一家电话营销公司找到了一份最低工资的工作。研究生毕业后，她成为怀俄明州拉勒米市的一名社工，从事家庭保健工作，帮助问题青少年和老年人。 1990年代末，她随家人移居香港，在PREL公司担任企业高管，帮助沃尔玛在中国开展业务。1999年，她搬到科罗拉多州帕克县，在一家电信公司工作。2000年其所就职的电信公司破产后，其创办了一家帮助美国公司在中国开展业务的咨询公司，并提供与中国有关事务的专家证人服务。她和丈夫趁着美国次贷危机，于2008年成立了一家在科罗拉多州和内华达州运营的租赁物业管理公司。她还是共產主義受難者紀念基金會的公共演讲者，并在美国各地发表演讲，讲述她在共产主义中国成长的经历。

## 政治生涯

### 在科罗拉多州
1995年成为美国公民后，其被共和党的有限政府立场所吸引，登记为共和党人。然而，由于《爱国者法案》中的监视条款和《经济稳定紧急法》的通过，她对共和党感到失望，最终于2008年离开共和党，成为自由党人。
其于2000年至2002年进入她所在片区房產所有者協會担任董事会成员，并于2005年至2008年担任道格拉斯县她子女就读的特许学校的董事会主席。2002年，她在科罗拉多州众议员布拉德·杨手下实习期间首次涉足政治。在巴拉克·奥巴马当选后，她立志成为一名政治活动家。她最初反对《共同核心标准》和枪支政策，2013年其在科罗拉多州议会大厦作证反对新的州级枪支管制政策。
唐百合曾担任前新墨西哥州州长加里·約翰遜2012年总统竞选的地区协调员，并在约翰逊赢得自由党提名后于2016年支持他参加竞选。唐百合夫妇都是2012年和2016年自由党全国代表大会的全国代表。她于2014年首次以自由党候选人身份竞选科罗拉多州第44众议院选区的议员，赢得了6.4%的选票。
2015年4月26日，其当选为科罗拉多自由党主席。她于2016年1月12日宣布将以自由党成员身份竞选美国参议员。

#### 2016年美国参议院竞选
2016年1月12日，辞去科罗拉多州自由党主席职务后，其宣布参加2016年美国参议院选举，以击败现任民主党美国参议员迈克尔·贝内特。她参加了与贝内特和共和党候选人达里尔·格伦的选举辩论，成为近年来第一位在科罗拉多州参加此类辩论的第三方候选人。她在此次选举中赢得了3.6%的选票，表现低于约翰逊，后者在同一次投票中在科罗拉多州赢得了5.2%的选票，但比盖伦·肯特在2014年作为自由党人赢得的2.6%有所提高。

### 在新罕布什尔州
唐百合曾当选为新罕布什尔州韦尔镇的清单主管，是新罕布什尔州亚裔美国人联盟的联合创始人和主席，也是美国参与教育的家长顾问委员会成员。作为父母权利的支持者，其认为父母有权拒绝强制戴口罩和强制接种疫苗。在新冠疫情期间，她在新罕布什尔州韦尔镇创立了一个女性社交团体，以便在隔离期间与当地女性建立联系。她在2024年总统大选中支持唐纳德·特朗普，并对2020年总统大选的结果表示质疑
。

#### 2022年众议院选举
其在2022年选举中竞选新罕布什爾州第二國會選區的美国众议院议员，以击败现任民主党美国众议员安妮·库斯特。她在共和党初选中面对前希尔斯伯勒县财务主管鲍勃·伯恩斯和基恩市市长乔治·汉塞尔。她得到了茶党快车的支持，这是一个支持保守派候选人竞选州和联邦公职的茶党运动组织。她在初选中名列第三，赢得了24.9%的选票，输给了伯恩斯，而伯恩斯在大选中又被库斯特击败。

#### 2024年众议院选举
2022年众议院选举结束后，唐百合宣布她将在2024年再次竞选新罕布什尔州第二国会选区的美国众议院议员，接替退休而不是寻求连任的库斯特。她在共和党初选中面对来自林肯镇的商人维克拉姆·曼沙拉马尼和来自汉诺威镇的商人比尔·哈姆伦，并以35.8%的得票率击败他们和其他10名候选人。作为该选区的共和党候选人，其在大选中以47.1%的得票率输给了民主党候选人、前拜登白宫顾问玛吉·古德兰德（其获得了52.9%的选票）。
2024年10月31日，威廉姆斯在一场辩论中对对手的言论受到全国关注。在回应古德兰德关于特朗普税收政策的言论时，威廉姆斯说：“你很富有。你的身价有2000万到3000万美元。你怎么知道普通人的苦难？你会去购物吗？去沃尔玛？买食物？我和那些人交谈过。而你几个月前假装是纳舒厄的租房者，带着华盛顿特区内部人士的数百万美元搬回来竞选这个空缺席位……我没有钱投放电视广告，而你却假装自己很穷，抱怨房租太高。”这句话在全国引起轰动，并在社交媒体上广泛传播。经统计，其本人的身价估计在380万至860万美元之间。

#### 参与自由州项目
早在2016年，其首次访问新罕布什尔州，并签署了自由州计划承诺，将搬到新罕布什尔州以“推进自由”。2019年，在重新登记为共和党人后，唐百合夫妇举家搬到了新罕布什尔州韦尔镇。虽然她不是自由州计划的活跃成员，但她在2024年作为众议院选举候选人在该组织的豪猪自由节上发表了演讲。

## 个人生活
1988年，唐百合来到美国留学，在德克薩斯大學奧斯汀分校攻读硕士，她在那里認識了约翰·威廉姆斯，两人后来结婚，并育有三个孩子。现时唐百合夫妇居住在新罕布什尔州韦尔镇。